# Václavy
Václavy (Duits: Wazlaw of Watzlau) is een Tsjechische gemeente in de regio Midden-Bohemen en maakt deel uit van het district Rakovník. Het dorp ligt 11 km afstand van de stad Rakovník.
Václavy telt 66 inwoners.

## Geografie
Voorheen behoorde ook het gehucht Nový Dvůr tot de gemeente, maar op onbekende datum is het gehucht opgeheven. Er staan nog (ruïnes van) gebouwen, maar het gehucht is verder verlaten.

## Geschiedenis
De eerste schriftelijke vermelding van het dorp dateert van 1453.
Sinds 2003 is Václavy een zelfstandige gemeente binnen het Rakovníkdistrict.

## Verkeer en vervoer

### Autowegen
Het dorp ligt aan een regionale weg.

### Spoorlijnen
Er is geen station in het dorp. Het dichtstbijzijnde station is Zavidov op  2,5 km afstand. Dat station ligt aan de spoorlijn Rakovník -Mladotice.

### Buslijnen
In het dorp halteert een buslijn Rakovník - Řeřichy (2 keer per werkdag) en een buslijn Rakovník - Petrovice - Řeřichy (6 keer per werkdag) van vervoerder Transdev Střední Čechy. Daarnaast halteert er een buslijn Rakovník - Čistá (2 keer per werkdag) van vervoerder LEXTRANS.
In het weekend halteert er geen bus in het dorp.

## Galerij

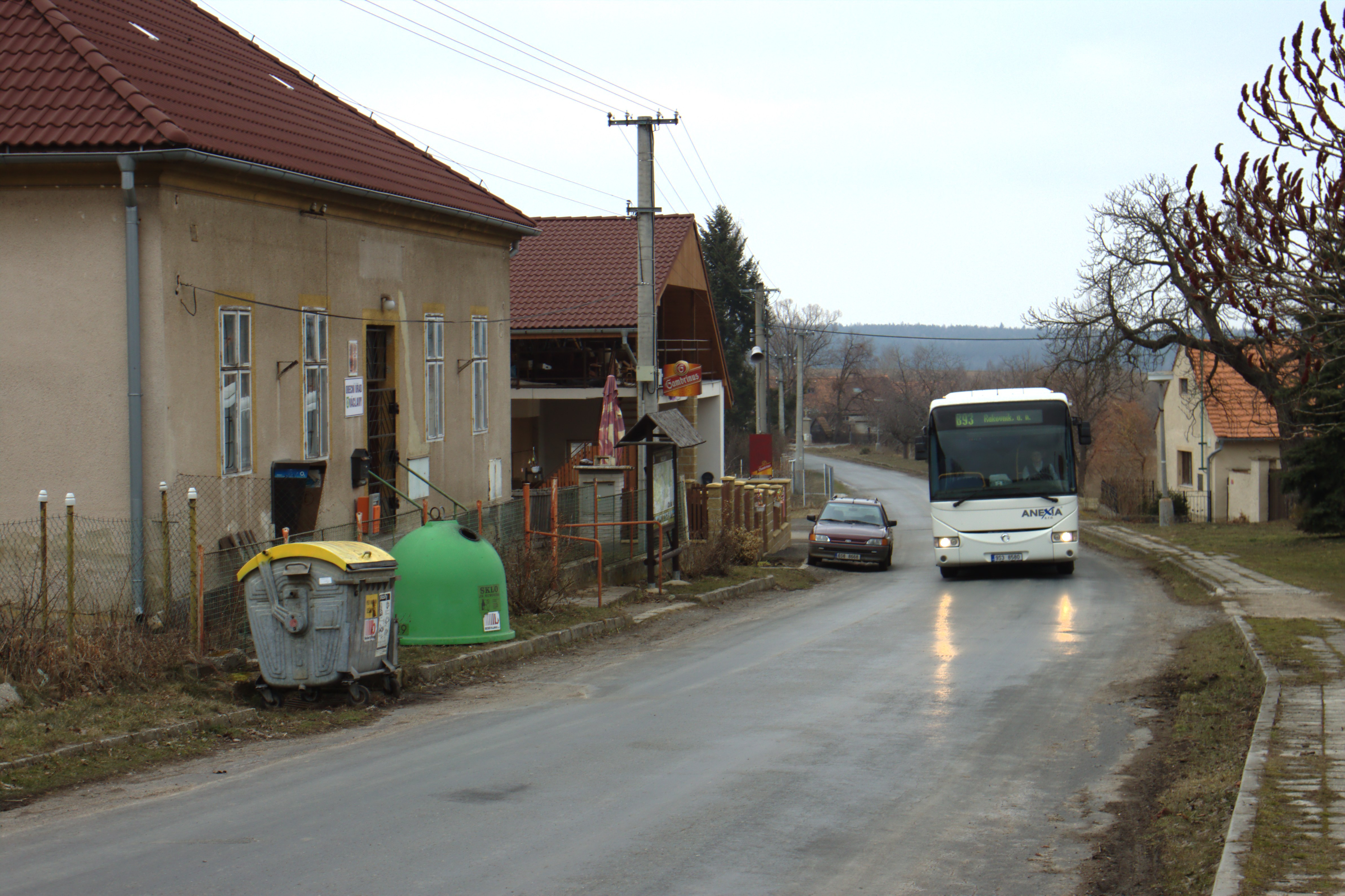
Bus van ANEXIA (nu: Transdev Střední Čechy) in het dorp
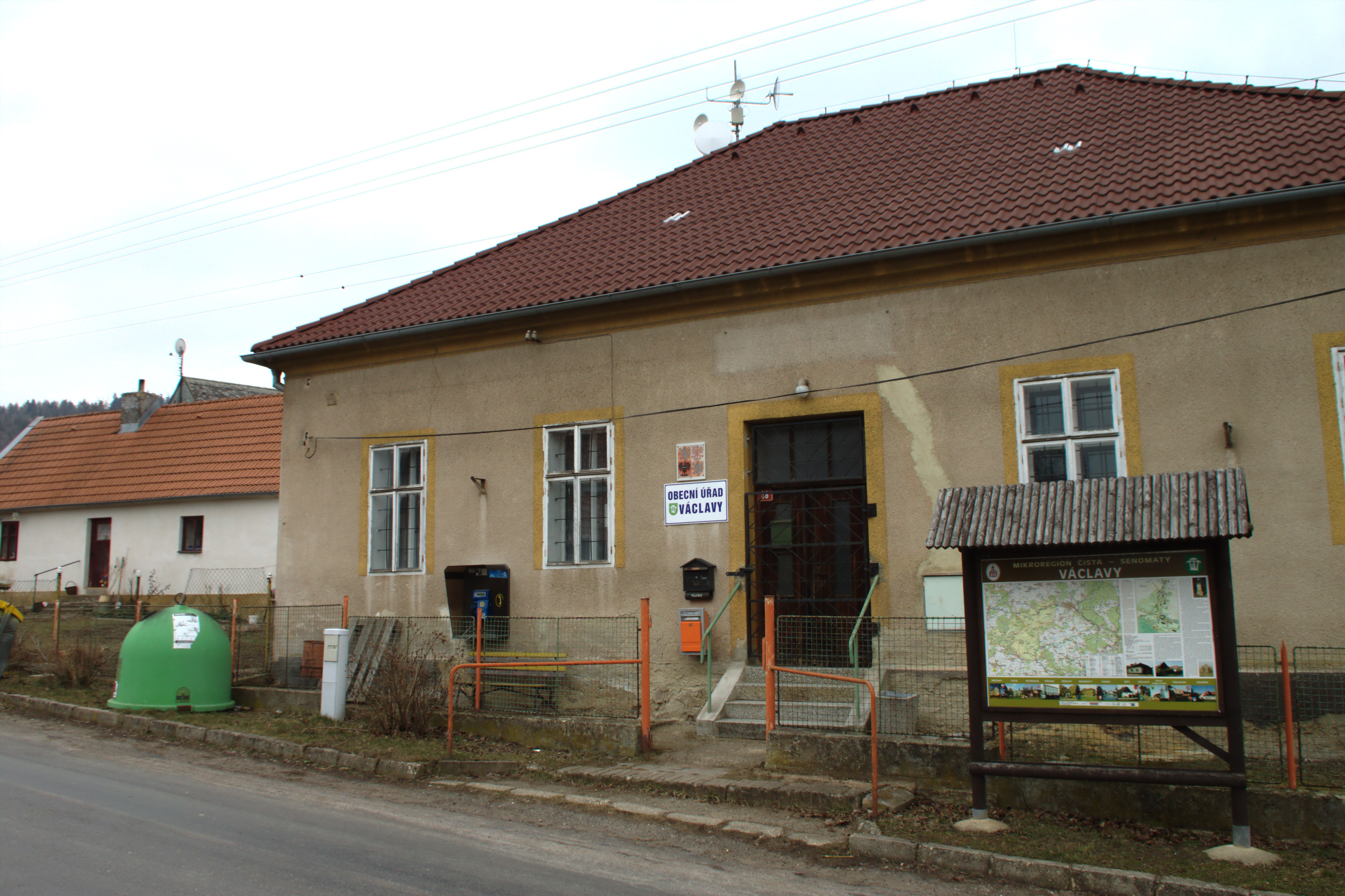
Gemeentehuis
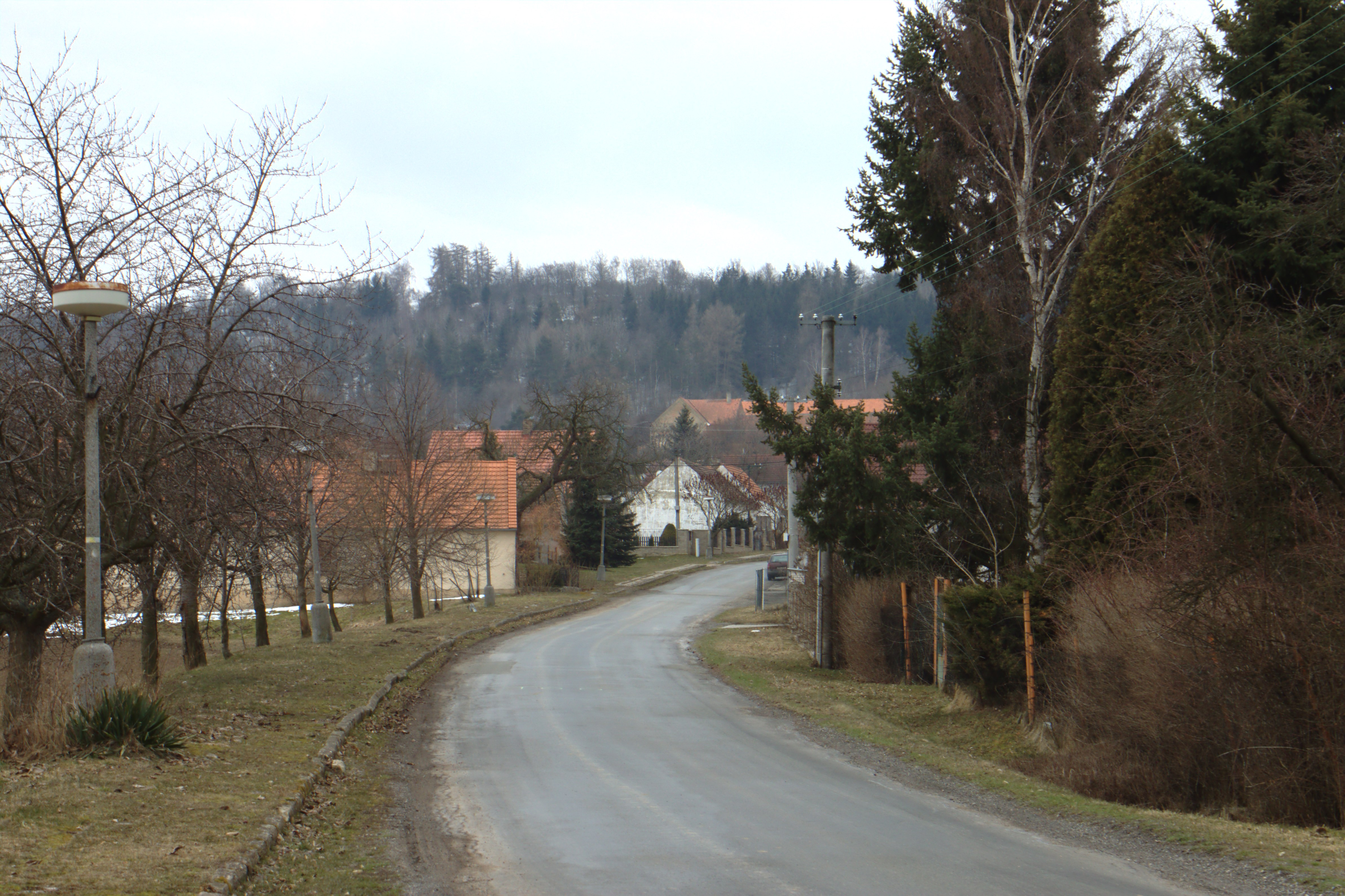
Weg door het dorp
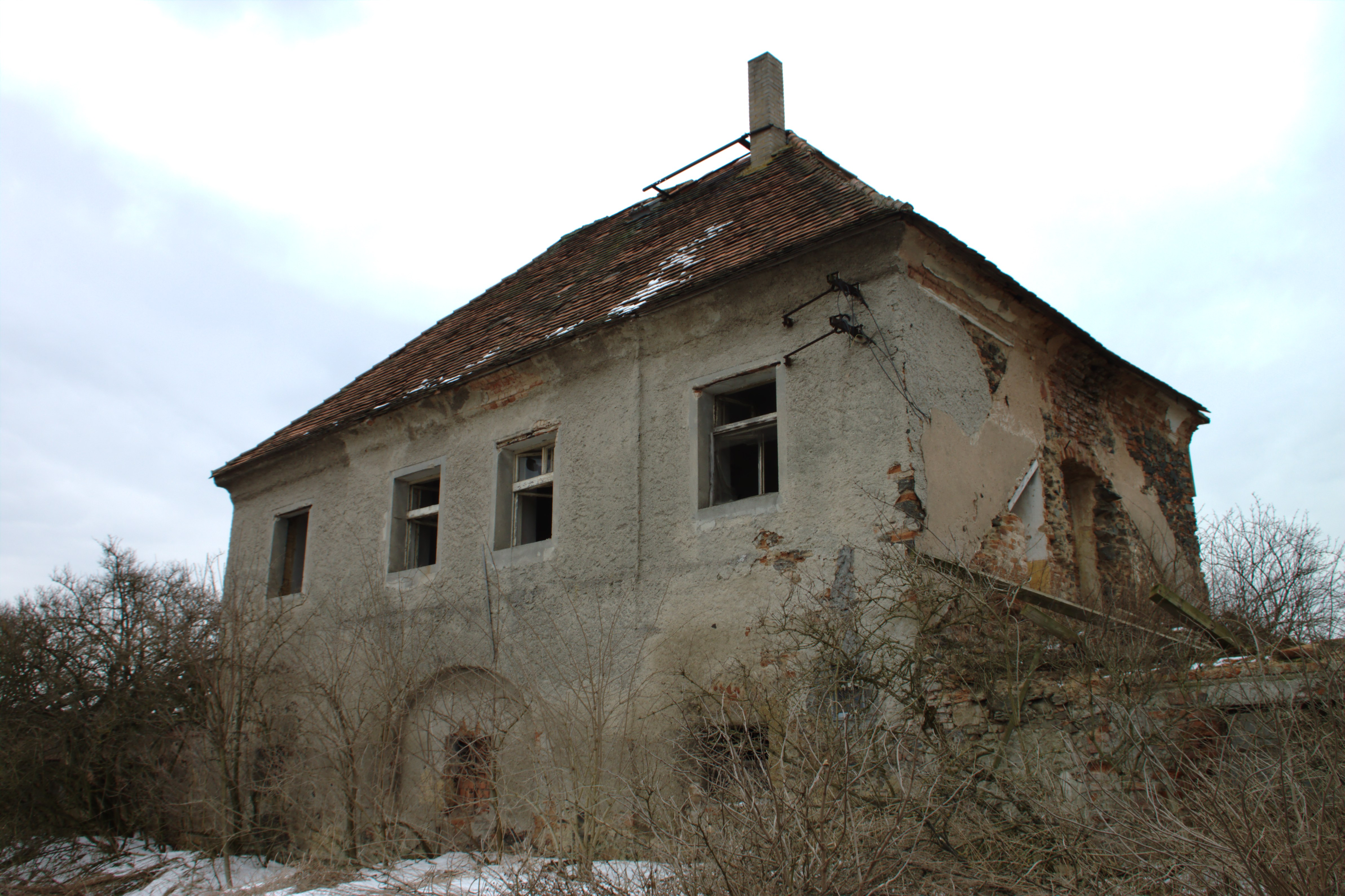
Voormalig woonhuis in Nový Dvůr (1)
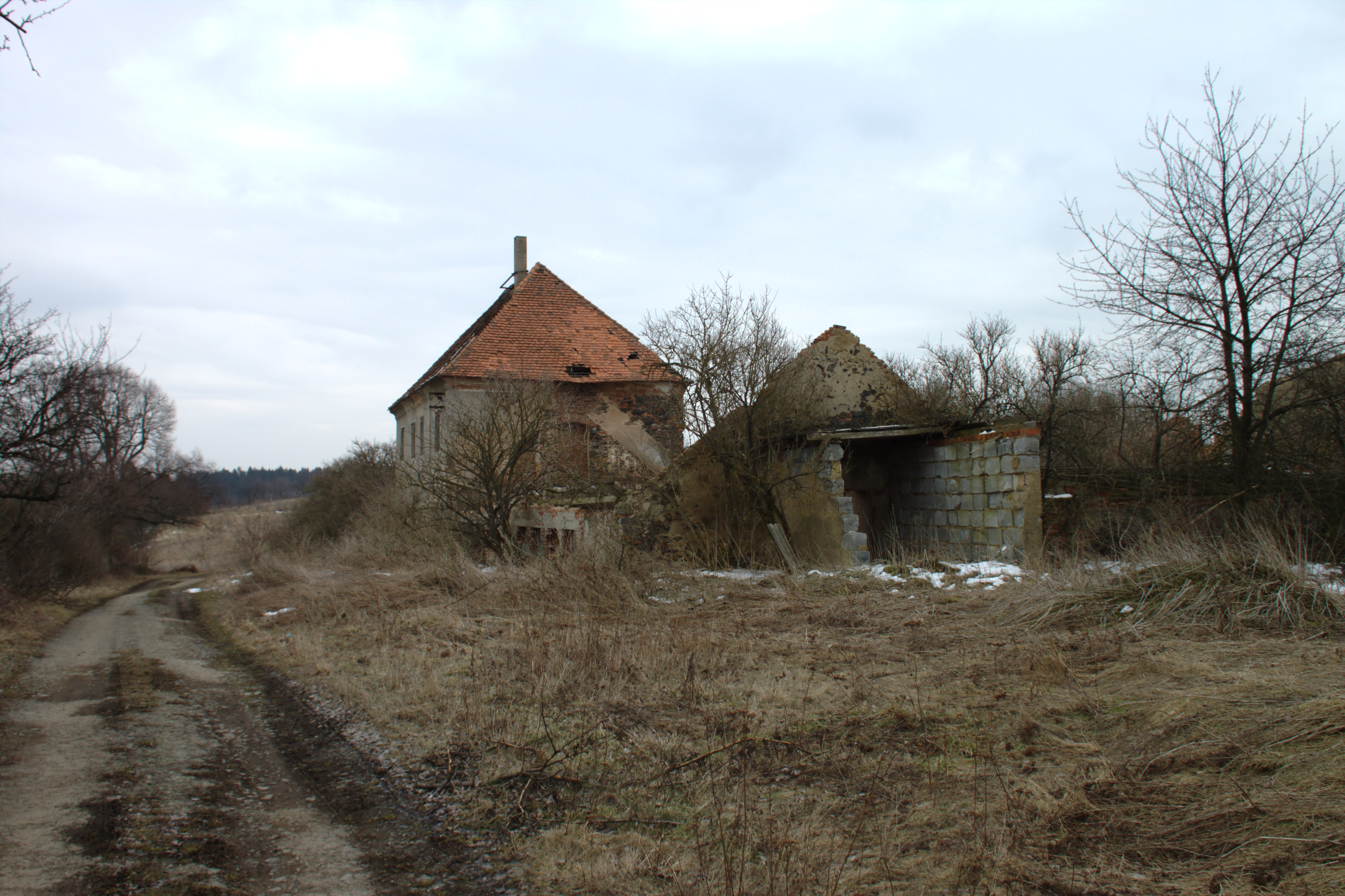
Voormalig woonhuis in Nový Dvůr (2)
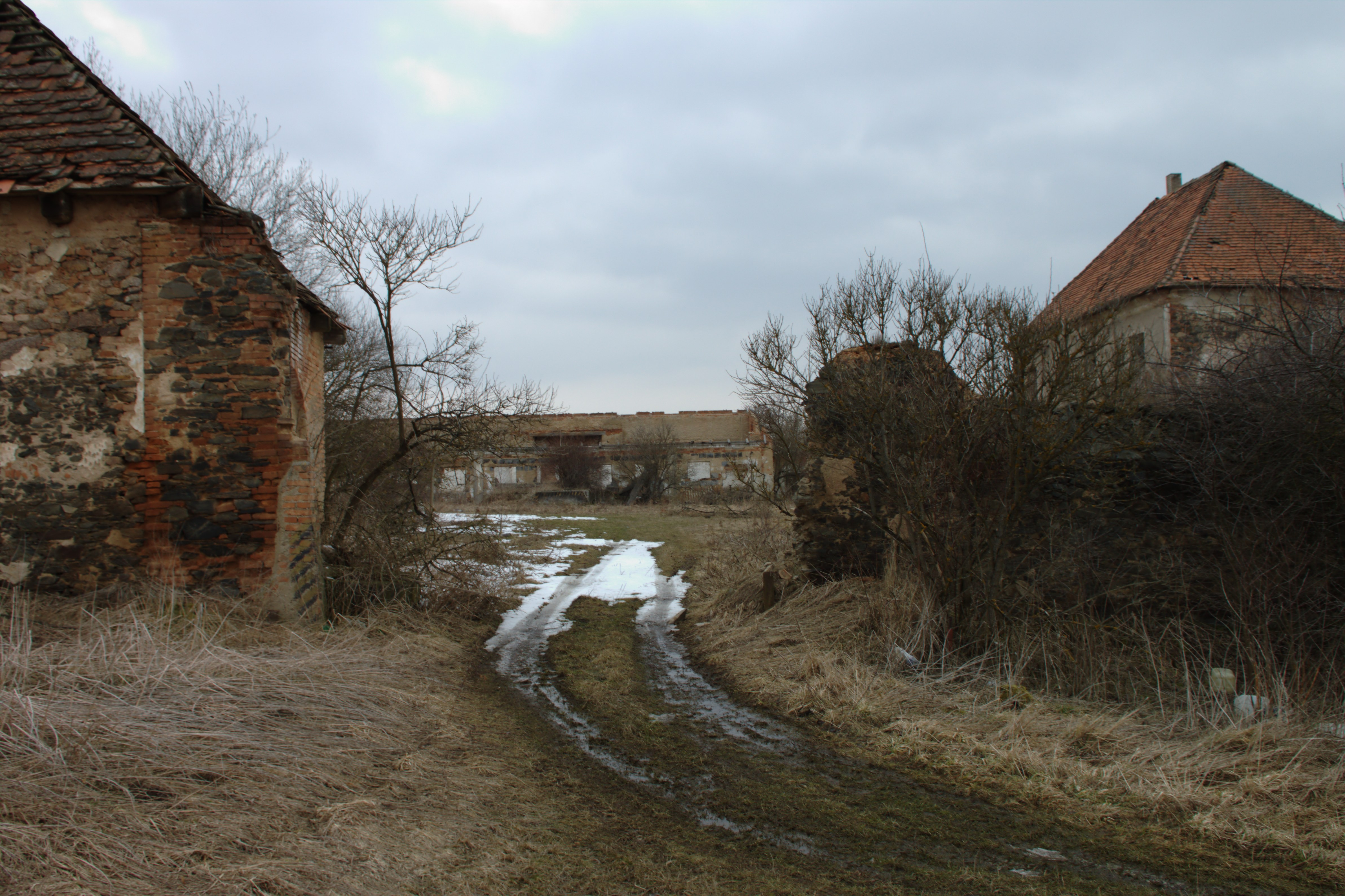
Voormalige oprit in Nový Dvůr